# Hernán Padilla
Hernán Padilla Ramírez (Mayagüez, 5 de mayo de 1938) es un médico y político jubilado puertorriqueño. Sirvió como alcalde de San Juan durante dos mandatos.

## Primeros años y educación
Padilla nació en la ciudad de Mayagüez el 5 de mayo de 1938. Se graduó de la Facultad de Medicina de la Universidad de Maryland en 1963. Después de formarse como nefrólogo, ingresó a la práctica privada y se unió a la Guardia Nacional de Puerto Rico y la Reserva del Ejército de los EE. UU. en Fort Meade, Maryland. Fue enviado al servicio activo durante la Guerra del Golfo y asignado al Centro Médico del Ejército Walter Reed. 

## Carrera política
En 1967, inició su carrera política, participando en la campaña a favor de la estadidad que condujo al plebiscito sobre el estatus político del 27 de julio, como líder de Estadistas Unidos, un grupo no partidista fundado por el antiguo candidato a gobernador del Partido Estadista Republicano Luis A. Ferré. El 20 de agosto de 1967, en la asamblea celebrada en el municipio de Carolina en la que se disolvió la organización, Padilla y otros líderes del partido propusieron la creación de un nuevo partido político que eventualmente se conocería como el Partido Nuevo Progresista (PNP).
En enero de 1969 y tras el triunfo electoral del PNP y su propia elección como representante fue seleccionado como portavoz de su partido en la Cámara para el período 1969-1973. Después de la derrota del PNP en 1972 y su propia reelección, sirvió como portavoz alterno hasta 1977. En 1976, ganó la nominación del PNP para alcalde de San Juan después de una competencia contra el abogado Baltasar Corrada del Río y la senadora Sila Nazario. Fue elegido para el cargo en noviembre de ese año, sucediendo al recién elegido gobernador Carlos Romero Barceló y a Carlos S. Quirós, quien sirvió como alcalde durante varios días luego de la juramentación de Romero como gobernador y el inicio oficial del mandato 1977-1981. Su mandato como alcalde estuvo marcado por una importante expansión de las instalaciones deportivas y comunitarias y el primer intento de luchar con la inminente crisis de desechos sólidos de San Juan. También se desempeñó como Presidente de la Conferencia de Alcaldes de Estados Unidos, siendo el primer hispano en ese cargo. Padilla construyó la Torre Municipal de San Juan en Hato Rey, el Parque Central de San Juan, el Coliseo Pedrín Zorilla, el Paseo de Diego y otras instalaciones. También creó el departamento de policía municipal de San Juan.
Fue reelegido para un segundo mandato como alcalde en 1980. A pesar de esto, la insatisfacción de Padilla con Romero era cada vez más evidente y la capacidad del gobernador en ejercicio para llevar al partido a otra victoria en 1984, después de apenas ganar la reelección por un escaso margen en 1980, era cuestionada. Las tensiones entre ambos líderes llevaron a Padilla a separarse del PNP y crear el Partido Renovación Puertorriqueña (PRP), y aspirar a gobernador bajo la insignia del PRP. Los votos a favor de la estadidad en 1984 se dividieron entre el PRP y el PNP, que reeligieron a Romero como candidato, lo que resultó en el regreso al poder del Partido Popular Democrático, mediante la elección para un segundo mandato no consecutivo, sin precedentes, de Rafael Hernández Colón como gobernador.

## Vida después de la política
Después de 1984, regresó a la práctica médica como nefrólogo, sirviendo en el área de Washington D. C. para Kaiser Permanente. En 1991 fue objeto de un anuncio televisivo de Kaiser que se transmitía regularmente en todo Estados Unidos.
Posterior a 1984, Padilla canalizó su actividad política a través de iniciativas nacionales, sirviendo como presidente del Consejo Estadounidense para la Estadidad de Puerto Rico (USCPRS). Se reincorporó al PNP y fue el orador principal en la convención del partido en agosto de 2010 en Río Grande, por invitación del presidente del partido, el gobernador Luis Fortuño, quien considera a Padilla uno de sus mentores.
En 2009, fue designado para representar a la Cámara de Representantes de Puerto Rico en la junta directiva de la Autoridad de Alianzas Público-Privadas de Puerto Rico.
Padilla escribe una columna semanal en el periódico de mayor circulación en Puerto Rico, El Nuevo Día, sobre temas políticos, ideológicos, económicos y administrativos de actualidad en Puerto Rico. También escribe una columna para El Sentinel, una publicación semanal en español del Sun Sentinel del sur de Florida.

## Vida personal
En la actualidad, Padilla vive en Miramar, Florida. Es miembro de la Fraternidad Fi Sigma Alfa desde 1956.

## Historial electoral
| Año  | Cargo                         | Tipo      | Partido | Partido | Votos   | %    | Posición | Resultado |
| ---- | ----------------------------- | --------- | ------- | ------- | ------- | ---- | -------- | --------- |
| 1968 | Representante por acumulación | Generales |         | PNP     |         |      |          | Electo    |
| 1972 | Representante por acumulación | Generales |         | PNP     | 93,740  | 7.2  | 8.º      | Reelecto  |
| 1976 | Alcalde de San Juan           | Generales |         | PNP     | 117,982 | 52.9 | 1.º      | Electo    |
| 1980 | Alcalde de San Juan           | Generales |         | PNP     | 117,797 | 53.5 | 1.º      | Reelecto  |
| 1984 | Gobernador                    | Generales |         | PRP     | 69,807  | 4.1  | 2.º      | Derrotado |